# Dimorphanthera vaccinioides
Dimorphanthera vaccinioides är en ljungväxtart som beskrevs av Herman Otto Sleumer. Dimorphanthera vaccinioides ingår i släktet Dimorphanthera och familjen ljungväxter. Inga underarter finns listade i Catalogue of Life.